# 漢斯·察赫
漢斯·察赫（德語：Hans Friedrich Zacher；1928年6月22日—2015年2月18日），德國社會法學家。

## 生平
漢斯·察赫於1928年6月22日，生於下巴伐利亞。青年時代在班貝格、埃朗根與慕尼黑學習法律後，察赫於1951年與1955年分別通過兩次國家考試，並在1952年獲得慕尼黑大學法學博士學位。他的博士指導教授是專攻國家與行政法學的Hans Nawiasky。1955年到1963年，他在巴伐利亞邦政府、巴伐利亞行政法院跟德國聯邦憲法法院工作。在1962年獲得教席，並自1963年至1971年擔任薩爾蘭大學國家與行政法及教會法專任教授。1971年開始則擔任慕尼黑大學法學教授，並於1996年退休。
從1975年到1980年，察赫也是馬克斯·普朗克學會國際與比較社會法計畫團隊的主席。1980年到1992年則擔任馬克斯·普朗克學會外國與國際社會法研究所的所長。
從1990年到1996年，察赫成為馬克斯·普朗克學會主席，並且是該學會自1911年威廉皇帝協會（Kaiser-Wilhelm-Gesellschaft）創設以來第一位人文社會科學領域的主席。自1997年起並擔任以色列雷霍沃特魏茨曼科學研究學院董事會成員。
察赫也是德國社會法學會的共同創辦人與榮譽會長。在1981年，獲選為巴伐利亞科學院哲學與歷史學門的院士。自1994年起擔任羅馬教皇社會科學院院士，並在1990年成為歐洲科學院院士。
察赫著有相當多德國法、比較法、歐洲與國際社會法、社會政策、憲法、經濟法、法學研究與國家及教會法研究政策之著作。並參與實際的政策建議，如社會法法典委員會、年金委員會與自1967年起擔任聯邦經濟部顧問委員會成員。亦活躍於各式社會諮詢機構，如德國公私福利協會會員，以及歐洲和國際組織中，如歐洲社會安全協會、國際社會福利委員會等。
察赫於2015年2月18日逝世於施塔恩貝格，享年86歲。

## 學術榮譽
- 1983 巴伐利亞獎章
- 1991 魯汶天主教大學名譽博士
- 1992 聯邦十字勳章
- 1995 波蘭弗洛茲瓦夫大學名譽博士
- 1995 巴伐利亞馬克西米蘭科學與藝術獎章
- 1996 以色列魏茨曼科學研究學院名譽博士
- 1997 匈牙利塞格德大學名譽博士
- 1998 馬克斯·普朗克學會哈奈克獎章[1]
- 2001 雅典大學名譽博士
- 2001 奧地利科學與藝術獎章
- 2004 法國國家功績獎章

## 網路連結
- 漢斯·察赫 （页面存档备份，存于）, 馬克斯·普朗克學會簡介